# Districtul Nsanje
Nsanje este un district  în   statul Malawi. Reședința sa este orașul Nsanje.